# Адаму, Баба
Ба́ба Арма́ндо Ада́му (англ. Baba Armando Adamu; 20 октября 1979, Кумаси, Гана) — ганский футболист, игравший на позиции нападающего.

## Биография
В 2001 году Баба Адаму четвёртый год играл в Арабских Эмиратах за клуб «Аль-Шабаб». В это же время Анатолий Байдачный, тренер новороссийского «Черноморца», искал результативного нападающего взамен Дениса Попова, перешедшего в московский ЦСКА. Во время предсезонных сборов в ОАЭ Байдачному приглянулся 21-летний африканский нападающий, и после длительных переговоров Баба Адаму оказался в «Черноморце». Но выступить за «Черноморец» Баба Адаму так и не удалось, так как его вызвали в сборную Ганы на отборочный матч чемпионата мира, после чего он получил травму, перенёс операцию и несколько месяцев восстанавливался. К этому времени Анатолий Байдачный стал тренером «Ростсельмаша» и привёл с собой Баба Адаму.
В Ростове Баба Адаму играл неплохо, и на него обратил внимание тренер «железнодорожников» Сёмин. В дальнейшем Баба Адаму то пропадал, то появлялся в России. В 2003 году он значился в заявке «Торпедо-Металлурга», но на поле не появлялся. А летом 2003 года появился в составе минского «Динамо», тренером которого был Байдачный.
5 июля 2004 года Баба Адаму появился в заявке ФК «Москва». 31 июля 2005 дебютировал в составе самарских «Крыльев Советов». В 2006 году Баба Адаму перешёл в турецкий клуб «Сакарьяспор», а через год вернулся на родину и подписал контракт с «Асанте Котоко».
В 2011 году Адаму стал игроком клуба «Берекум Челси», где и завершил карьеру.

## Достижения
- Чемпион России: 2002
- Бронзовый призёр чемпионата Белоруссии: 2003

## Выступления в еврокубках
- В еврокубках — 9 матчей, в том числе 3 игры за московский «Локомотив» в Лиге чемпионов и 6 игр в Кубке УЕФА, из них 2 за минское «Динамо» и 4 за «Крылья Советов».